# HD 171369
HD 171369，又名BD-20 5189，SAO 187012、HR 6969，是一颗恒星，视星等为6.48，位于銀經12.54，銀緯-5.96，其B1900.0坐标为赤經18h 29m 23.2s，赤緯-20° -5.96′ 7″。